# Vegard Heggem
Vegard Heggem, född 13 juli 1975 i Trondheim, är en norsk före detta professionell fotbollsspelare (högerback). Han representerade det norska landslaget under VM 1998 och EM 2000 och tillbringade största tiden av sin klubblagskarriär i Rosenborg och Liverpool.
Heggem spelade 20 matcher i det norska landslaget och gjorde ett mål.